# Get Rich or Die Tryin’ (Film)
Get Rich or Die Tryin’ ist ein US-amerikanischer Spielfilm aus dem Jahr 2005, der 2006 in Deutschland in die Kinos kam. Regie führte Jim Sheridan, das Drehbuch schrieb Terence Winter. Der Rapper 50 Cent spielt die Hauptrolle, die in Teilen biografisch an sein bisheriges Leben angelehnt ist. Der Film trägt denselben Titel wie das Debütalbum von 50 Cent.

## Inhalt
50 Cent alias Marcus will Rapper werden und ist der Sohn einer Dealerin. Seinen Vater kennt er nicht. Als seine Mutter getötet wird, zieht er zu seinen Großeltern, die ihn nicht wie seine Mutter mit Markenkleidung und anderen Luxusartikeln verwöhnen können. Daraufhin wird er selbst Dealer und steigt in der Hierarchie einer lokalen Bande auf.
Nach einem Gefängnisaufenthalt beschließt er, das Drogengeschäft seiner Freundin Charlene zuliebe an den Nagel zu hängen. Dabei wird er von seinen Großeltern, einigen alten Weggefährten und seinem Freund Bama, den er im Gefängnis kennenlernte, unterstützt. Als er jedoch keinen Plattenvertrag bekommt, beschließt er, einen Raubüberfall zu begehen und wird nach dem Überfall im Auftrag seines früheren Bandenchefs Majestic niedergeschossen.
Nach seiner Genesung nimmt Marcus, der sich als Rapper Young Caesar nennt, ein Album auf, das sich gut verkauft. Vor einem Konzert, das in einem Club im Machtbereich seiner alten Gang stattfinden soll, erfährt Marcus, dass Majestic seine Mutter vergewaltigt und ermordet hat. Daraufhin kommt es zwischen den beiden zu einem Handgemenge. Als Marcus sich schließlich abwendet, um auf die Bühne zu gehen, versucht Majestic, ihn mit einem Messer zu töten und wird von Bama erschossen. Marcus geht auf die Bühne und rappt den Song Hustler’s Ambition.

## Kritik
Lexikon des internationalen Films: Die selbstgefällige Semi-Biografie des HipHop-Stars 50 Cent verherrlicht dessen Werdegang und vermarktet sein Image.

## Auszeichnungen
- 2005 wurde der Song Hustler’s Ambition von 50 Cent, Brian Hughes und Frankie Beverly für einen Satellite Award nominiert.
- Die Deutsche Film- und Medienbewertung FBW in Wiesbaden verlieh dem Film das Prädikat besonders wertvoll.